# Monkey D. Luffy
Monkey D. Luffy (モンキー・Ｄ・ルフィ Monkī Dī Rufi?) es un personaje de ficción y el protagonista principal del manga One Piece creado por Eiichirō Oda, así como el personaje central de la franquicia generada a partir de este. Es apodado por los demás como "Luffy Sombrero de Paja" (麦わらのルフィ Mugiwara no Rufi?, España: «Luffy el Sombrero de Paja»), debido a su característico sombrero de paja que lleva desde niño. Su cuerpo está hecho de goma, debido a haberse comido la Fruta Goma Goma que le otorgó elasticidad.
Es el capitán de la tripulación pirata conocida como los Piratas de Sombrero de Paja, fundada por él mismo para cumplir su sueño de encontrar el One Piece y convertirse en el Rey de los Piratas. Es originario del mar East Blue. Forma parte de los llamados "La Peor Generación"; piratas cuya infamia es bien conocida por el mundo. Tras los eventos en el País de Wano, se le consideró uno de "Los Cuatro Emperadores", los cuatro capitanes piratas más peligrosos a ojos del mundo.
Además del manga One Piece, Luffy ha aparecido también en sus adaptaciones en serie de anime y en serie de acción real, y en otros materiales relacionados de la franquicia como las películas de anime o videojuegos, además de apariciones en otros medios como anuncios publicitarios de Japón.

## Creación y concepción

### Desarrollo
Eiichirō Oda creó originalmente a Luffy para dos one-shot distintos llamados Romance Dawn. Aunque en ambas su personalidad cambia: en la primera es más inteligente y en la segunda un poco más torpe. En una entrevista Oda dijo que creó a Luffy pensando en virilidad. Su habilidad de estirarse proviene del deseo del mangaka de hacer que Luffy tuviera un estilo de pelea ridículo porque así, sin importar qué tan tensa fuera la situación, el lector no se sentiría estresado. Oda intenta dibujar a Luffy muy concentrado en hacer lo que quiere y decir lo que siente.
La Fruta del Diablo que le dio sus habilidades a Luffy iba a ser llamada originalmente "Gomu no Mi" (ゴムの実?  "Fruta de Goma"), pero el editor de Oda le comentó a este que esa fruta sí existe y le cambió el nombre a "Gomu Gomu no Mi" (ゴムゴムの実?  "Fruta de Goma Goma").

### Intérpretes
Urara Takano dio voz a Luffy en el OVA One Piece: ¡Te derrotaré! Pirata Ganzack. En la serie de anime, Mayumi Tanaka da voz a Luffy en la versión original en japonés, además de en otros medios como las películas, videojuegos, o el doblaje japonés de la serie de acción real.
En España, es doblado por Jaime Roca tanto en la serie de anime como en las películas. En Hispanoamérica, fue doblado por Diana Pérez en la versión del anime de 4Kids en los episodios 1-52, posteriormente pasando a ser doblado por Karina Altamarino en los episodios 53-104, mientras que en la versión sin censura del anime fue doblado por Mireya Mendoza en los episodios 1-325, y posteriormente por Desireé González a partir del episodio 326 en adelante. También Ayari Rivera dio voz a Luffy en el doblaje para Hispanoamérica de la película One Piece Film: Gold.
Ichikawa Ennosuke IV interpretó a Luffy en la obra de teatro kabuki estrenada en 2015 Super Kabuki II: One Piece.
Iñaki Godoy interpreta a Luffy en la serie de acción real, mientras que Colton Osorio interpreta a Luffy de niño.

## Descripción

### Apariencia
Luffy es un joven de 17 años al inicio de la serie, y 19 años después del salto temporal de dos años durante la trama. Su fecha de nacimiento es el 5 de mayo. Es delgado y mide 1,74 m (5′ 9″) de altura. Su cabello es negro y corto, tiene una cicatriz bajo el ojo izquierdo, que se hizo a sí mismo durante su niñez para demostrarle al pirata Shanks que él es un hombre. Luffy es conocido por usar un sombrero de paja, del cual toma su apodo, que le fue obsequiado por Shanks.
Su vestuario principal al comienzo de la serie consistía de un chaleco rojo, pantalones cortos azules hasta las rodillas y sandalias, siendo este atuendo el que principalmente se usa para el personaje en el merchandising de la franquicia en lo relacionado con antes del salto temporal de dos años de la trama. A lo largo de la serie, cambiando a chalecos y pantalones de diferentes colores y diseños ligeramente diferentes en las islas y lugares que visitaba, o cambiando completamente su vestuario dependiendo de la situación, como es el caso de ropa abrigada en la isla Drum debido al clima frío, o ropa de desierto en el Reino de Arabasta debido al clima caluroso. También, tras su paso por Thriller Bark adquirió un brazalete, el cual llevó en la muñeca hasta que se lo entregó a Buggy en Impel Down.
Después de la Guerra en Marineford, tiene una cicatriz en forma de equis en el pecho, resultado del ataque del almirante Sakazuki. Tras el salto temporal de dos años en la serie, Luffy llevaba puesto un chaleco con las mangas de 3/4 de largo color rojo con un pañuelo amarillo atado alrededor de su cintura y pantalones cortos de jean, siendo este atuendo el que principalmente se usa para el personaje en el merchandising de la franquicia en lo relacionado con después del salto temporal de dos años de la trama. Durante su viaje por el mar conocido como Nuevo Mundo, cambiando a diferentes vestuarios dependiendo de las diferentes islas y lugares que visita.

### Personalidad
A primera vista, Luffy no parece ser muy listo: su aparente falta de inteligencia es la fuente de su valiente actitud frente a la vida. A menudo se muestra ingenuo y ocasionalmente bastante inocente. Luffy posee un gran gusto por la aventura, y asegura que esa es la principal razón por la que quiere ser el Rey de los Piratas, teniendo la convicción de que el Rey Pirata debería ser la persona más libre del mar.
Luffy tiene un apetito imparable, siendo un glotón consumado que come en cualquier ocasión que se le presente. Debido a esto, un lugar común en la serie es que Luffy quita la comida de los platos de otras personas estirando sus brazos de goma.

### Habilidades
A lo largo de la serie, Luffy demuestra tener una fuerza increíblemente sobrehumana, y una buena capacidad para las peleas. Esto es debido al intenso entrenamiento que su abuelo Monkey D. Garp le sometió, que consistía en tirarlo por acantilados, dejarlo en la selva en mitad de la noche, o atarlo en globo para elevarlo a grandes alturas. Debido a su fuerza física, él y sus tripulantes Zoro y Sanji son apodados como "El trío monstruoso".

#### Fruta del Diablo
Cuando Luffy era un niño, sin saberlo comió una Fruta del Diablo que era conocida como Fruta Goma Goma (ゴムゴムの実 Gomu Gomu no Mi?), catalogada como una Paramecia, la cual le otorga a Luffy las propiedades elásticas del caucho, pero como efecto secundario de las frutas del diablo pierde la capacidad de nadar, ya que el agua anula su energía, paralizando su cuerpo. En las peleas, Luffy aprovecha sus propiedades elásticas para estirar una o más de sus extremidades y hacerlas regresar lanzándolas hacia sus contrincantes. Esto, combinado con su fuerza descomunal convierte a Luffy en un personaje altamente poderoso.
Luffy puede llegar a lugares que nadie podría alcanzar con tan solo estirar las partes de su cuerpo (sus brazos o sus piernas o su cuello) incluso puede inflarse a sí mismo para poder bloquear ataques enemigos (como balas de pistolas o de cañón), Luffy es totalmente inmune a las balas y estas suelen rebotar en el cuerpo de Luffy y llegan a regresar al tirador o a volar a otra parte. También es totalmente inmune a los golpes físicos, gracias a su gran resistencia de goma, sin embargo, en toda la serie esto último se ha contradicho muchas veces, cuando algún miembro de la tripulación (más específicamente Nami), golpea a Luffy por su irresponsabilidad, Luffy termina con la cara con moretones e hinchazones.
Si hay algo que le pueda afectar, son los cortes de espadas o de cuchillos, ya que el cuerpo de Luffy es totalmente flexible, que lo hace muy vulnerable a los cortes.
Tras su viaje a Enies Lobby, Luffy mostró una técnica de sus habilidades de goma a la que llamó "Segunda Marcha" (ギア2 Gia Sekando?), con la cual bombea las extremidades de su cuerpo, de esa forma acelerando la circulación de la sangre, para así mejorar su condición física y otorgarle un aumento drástico de la velocidad. Posteriormente también mostró una mejora a la que llamó "Tercera Marcha" (ギア3 Gia Sādo?), con la cual infla las partes de su cuerpo; lo cual inicialmente causaba el efecto secundario de que Luffy empequeñeciera tras su uso, posteriormente, después de su entrenamiento de dos años durante el salto temporal de la serie, ya no ocurriendo dicho efecto secundario.
En su lucha final contra Donquixote Doflamingo en Dressrosa, mostró una técnica llamada "Cuarta Marcha" (ギア4 Gia Fōsu?), con la cual aumentaba el volumen de su cuerpo, además de estar protegido con la armadura corporal creada por el Haki. El uso de dicha técnica provoca que Luffy termine sin energía tras utilizarla.
Durante los eventos en el País de Wano, se reveló que la verdadera identidad de su fruta era la Fruta Humano Humano: Modelo Nika (ヒトヒトの実 モデル“ニカ” Hito Hito no Mi Moderu Nika?), una fruta que es realmente de tipo Zoan mitológica que recibe el nombre del legendario "Dios del Sol" Nika, siendo ocultado el verdadero poder de la fruta por el Gobierno Mundial durante 800 años. Durante su lucha contra Kaidou, Luffy despierta el verdadero poder de su fruta, a lo cual llamó su "Quinta Marcha" (ギア5 Gia Fifusu?), tomando una apariencia blanca y capacidades de movimientos al estilo de la animación rubber hose.

#### Haki
El Haki es una especie de energía espiritual que todo ser vivo posee, pero que solo algunos son capaces de llegar a despertar dicho poder, muy parecida a los sentidos comunes de la gente. Silvers Rayleigh enseñó a Luffy manejar los tres tipos existentes durante los dos años del salto temporal en la serie.

## Apariciones

### One Piece

#### El mar de la supervivencia: Saga de los Supernovas
Luffy vivía en la Villa Foosha, en la Isla Dawn, donde a los 7 años comió una Fruta del Diablo conocida como Fruta Goma Goma, la cual le dio el poder de estirarse como la goma, pero el agua del mar le debilitaría. En ese tiempo admiraba al pirata Shanks, y deseaba convertirse en un pirata como él, pero después de que Shanks sacrificó su brazo para salvarlo de ahogarse y de ser devorado por un monstruo marino, Luffy comprendió que el mar era peligroso y debía esperar. Prometiendo a Shanks que un día sería un gran pirata que le superaría y se convertiría en el Rey de los Piratas, Shanks le dejó su sombrero de paja que volverían a encontrarse y que se lo devolvería una vez que lo logre.
A los 17 años, abandonó su isla con la intención de encontrar el tesoro legendario One Piece y convertirse en el nuevo Rey de los Piratas. Tras salvar a un muchacho llamado Koby de la tiranía de la capitana pirata Alvida, lo acompañó a Shells Town, donde después se despidieron. Viajando por el mar East Blue, comenzó a formar una tripulación, reclutando al espadachín Roronoa Zoro, a la navegante estafadora Nami, al francotirador mentiroso Usopp, adquiriendo también el barco Going Merry, y al cocinero karate de las patadas Sanji, derrotando en el viaje a varios infames piratas del mar East Blue, lo que le llevó a tener una recompensa de 30.000.000 por su cabeza. Tras escapar en Loguetown de Smoker, un capitán de los Marines, Luffy y su banda llegaron al Grand Line. Ahí conocieron a la princesa Nefertari Vivi, quien les pidió ayuda para regresar a su isla y detener los planes de Crocodile, uno de los Siete Señores de la Guerra del Mar, quien planeaba un golpe de Estado en el país. Viajando en compañía de Vivi y de su pato mascota Karoo, en el camino Luffy reclutó al reno parlante Tony Tony Chopper como médico de su tripulación. Tras viajar al Reino de Arabasta y derrotar a Crocodile, la recompensa de Luffy aumentó a 100.000.000.
Tras despedirse de Vivi, la tripulación encontró a Nico Robin en su barco, a quien Luffy reclutó como arqueóloga de su tripulación. Posteriormente viajaron a Skypiea, una isla del cielo donde Luffy derrotó a Enel, quien se consideraba el "Dios" del lugar, además de llevarse oro del lugar, el cual decidieron utilizar para reparar su barco. Tras un enfrentamiento con los Piratas de Foxy en las competiciones del llamado "Davy Back Fight", la banda llegó a Water Seven, donde les dijeron que la reparación del barco era imposible. Luffy tuvo una discusión con Usopp por la decisión de cambiar de barco, abandonando este último su tripulación. Posteriormente, Robin fue llevada a Enies Lobby, donde el resto de la tripulación fue a rescatarla, declarando la guerra al Gobierno Mundial en el acto. De nuevo en Water Seven, Luffy tuvo un encuentro con su abuelo, el vicealmirante Monkey D. Garp, un reconocido miembro de los Marines, quien ahora es el mentor de su viejo amigo Koby. Garp también reveló ante todos que el padre de Luffy es Monkey D. Dragon, el líder del Ejército Revolucionario. Por sus actos en Enies Lobby, la recompensa de Luffy fue aumentada a 300.000.000. Franky, quien les robó el dinero, lo utilizó para construirles un nuevo barco, el Thousand Sunny, y se unió a ellos como carpintero al abandonar la isla, haciendo que Luffy y Usopp hagan paces en el proceso.
Navegando entre la niebla, la tripulación se topó con Thriller Bark, el buque-isla donde Luffy perdió su sombra a manos de Gecko Moria, uno de los Siete Guerreros del Mar, a quien posteriormente terminó derrotando, tras ello reclutando Luffy a Brook, quien fue una de las víctimas de Moria, como músico de su tripulación. Siguiendo su viaje, la banda llegó al Archipiélago Sabaody, donde Luffy golpeó a un Noble Mundial por tratar de defender a su amigo y exmiembro de la tripulación de Arlong, Hatchan, lo cual causó la llegada de Marines al lugar. Luffy y los demás conocieron a Silvers Rayleigh, quien fuel el primer oficial del antiguo Rey de los Piratas, Gold Roger. Rayleigh se ofreció a barnizar su barco para que navegaran por el fondo marino, teniendo que esperar tres días para terminar. Sin embargo, Bartholomew Kuma, otro de los Siete Guerreros del Mar, usó sus poderes para separarles, enviándoles a diferentes islas, dejando sus paraderos desconocidos.
Luffy terminó en Amazon Lily, una isla habitada por mujeres, dirigidas por Boa Hancock, una de los Siete Guerreros del Mar, donde tras algunos problemas con ellas, terminó ganándose su amistad, y provocó que Hancock se enamore de él. Tras descubrir que su hermano de pacto, Portgas D. Ace, estaba preso en Impel Down, pidió a Hancock ayuda para infiltrarse en la prisión y rescatarle. En su infiltración en la prisión, Luffy se encontró a algunos antiguos enemigos, además de nuevos aliados como Emporio Ivankov, un conocido del padre de Luffy, y Jinbe, uno de los Siete Guerreros del Mar. Tras descubrir que Ace ya no estaba ahí, formaron una alianza para ir a Marine Ford a rescatarle. Sin embargo, tras una feroz batalla en Marine Ford, Ace terminó muriendo a manos del almirante Akainu. Esto dejó a Luffy depresivo, recordando que de pequeño también perdió a su otro hermano de pacto, Sabo. Pero Jinbe le ayudó a entrar en razón y hacerle recordar que aún tiene a su tripulación. A través del periódico, Luffy les envió el mensaje de que se reunirían dentro de dos años, y en ese tiempo Luffy entrenó junto a Rayleigh para controlar la habilidad conocida como Haki.

#### El último mar: Saga del Nuevo Mundo
Dos años después, Luffy se reunió con su tripulación en el Archipiélago Sabaody, y viajaron al fondo submarino hasta la Isla de los Hombres-Pez. La recompensa de Luffy también aumentó hasta 400.000.000 por sus actos dos años atrás. Tras detener un golpe de Estado y haber salvado a la familia real, Luffy pidió a Jinbe que se uniera a él, pero este le dijo que no podía por ahora. En el Nuevo Mundo, la banda llegó a Punk Hazard, donde Luffy formó una alianza con Trafalgar Law para derrotar a uno de los Cuatro Emperadores, y conocieron al samurái Kin'emon y su hijo Momonosuke. Tras derrotar al científico Caesar Clown, quien trabajaba para Donquixote Doflamingo, uno de los Siete Guerreros del Mar, viajaron a Dressrosa para intentar negociar con Doflamingo. En Dressrosa, Luffy participó en una competición en el Coliseo Corrida, descubriendo ahí que su hermano Sabo seguía vivo. Tras el inicio de una guerra en Dressrosa, Luffy consiguió derrotar a Doflamingo. Al abandonar Dressrosa, varios aliados que hizo en la isla le juraron lealtad, formando la "Gran Flota de Sombreros de Paja". Sus actos en Dressrosa provocaron que la recompensa de Luffy fuera aumentada a 500.000.000.
Tras viajar a la isla Zou, habitada por la Tribu Mink, Kin'emon les confesó que él y Momonosuke no eran padre e hijo, sino que Momonosuke era parte del Clan Kozuki, la antigua familia real de Wano, ahora a manos de Kaidou, el miembro de los Cuatro Emperadores a quien Luffy y Law pretendían derrotar. Ahí, Luffy y Law se aliaron con el Clan Kozuki y la Tribu Mink para derrotar juntos a Kaidou. Antes de viajar a Wano, Luffy viajó con parte de su tripulación a Whole Cake Island para buscar a Sanji, quien debía casarse con una de las hijas de Charlotte Linlin, una de los Cuatro Emperadores. Después de que Sanji volviera con ellos, y encontrarse con Jinbe, quien les ayudó a escapar con la promesa de que se uniría a él, pusieron rumbo a Wano. En el camino, Luffy descubrió que su recompensa fue aumentada hasta 1.500.000.000.
Una vez en Wano, Luffy se enfrentó a Kaidou, pero fue fácilmente derrotado y llevado a una prisión. Tras escapar, Luffy y sus compañeros pusieron rumbo a Onigashima, donde Kaidou tenía su base, con Jinbe juntándose con ellos. Tras una dura batalla tratando de derrotar a Kaidou, Luffy sintió un nuevo y potente poder al haber despertado todo el poder de su fruta, la cual resultó ser realmente la Fruta Humano Humano: Modelo Nika. Tras derrotar a Kaidou, Luffy pasó a ser considerado uno de los Cuatro Emperadores, y recibió una nueva recompensa de 3.000.000.000.

### Otros medios
- Luffy apareció en ¡Las aventuras de la Esfera del Pánico! (球体パニックアドベンチャー! Kyūtai Panikku Adobenchā!?), un cortometraje especial para conmemorar el 75.º aniversario de Fuji TV en el que personajes de One Piece, Dragon Ball y Astro Boy unen fuerzas para combatir al villano de Dragon Ball Freezer.[69] Posteriormente Luffy apareció en la secuela, ¡Las aventuras de la Esfera del Pánico regresan! (球体パニックアドベンチャーリターンズ! Kyūtai Panikku Adobenchā Ritānzu!?), donde une fuerzas con Goku de Dragon Ball y Kankichi Ryotsu de KochiKame para salvar Odaiba de un ataque del villano de One Piece Enel.[70]
- Luffy y otros personajes de One Piece aparecen en Cross Epoch, un one-shot dibujado por Akira Toriyama y Eiichirō Oda donde participan varios personajes de One Piece y Dragon Ball.[71]
- Además de sus apariciones en los videojuegos de One Piece, Luffy aparece como personaje jugable en varios videojuegos donde se incluyen a los personajes de las publicaciones de la revista Shūkan Shōnen Jump, como Jump Super Stars, Battle Stadium D.O.N, Jump Ultimate Stars, y J-Stars Victory Vs.[72]
- Luffy apareció como avatar en el MMORPG Second Life por la promoción de la Jump Festa "Jumpland@Second Life" en 2007.[73]
- En conmemoración al anuncio de la adaptación animada del manga Toriko, se realizó un one-shot donde Luffy y su tripulación compartían escenario con los personajes de Toriko, titulado El Sabor de la Fruta del Diablo (実食! 悪魔の実!! Jitsushoku! Akuma no Mi!!?, lit. «¡Comida verdadera! ¡La Fruta del Diablo!»).[74][75] Además de ello, Luffy y los Piratas de Sombrero de Paja aparecieron en el primer episodio del anime Toriko, vinculado con el episodio 492 del anime One Piece.[76]
- En 2015, Luffy apareció en CGI en la serie de televisión de acción real semi-anual Yo nimo Kimyō na Monogatari para la celebración del 25.º aniversario del programa, apareciendo junto al actor y modelo japonés Hiroshi Abe.[77][78]

## Impacto cultural y legado

### Recepción crítica
Joe McCulloch de The Comics Journal mencionó preferir a Luffy antes que a Naruto Uzumaki de Naruto porque Luffy "trabajó muy duro" para lograr sus objetivos después de adquirir accidentalmente sus poderes. T.H.E.M. Anime Reviews llamó al personaje "simpático y tonto" y un idealista con un optimismo contagioso. En una reseña de la cuarta película de One Piece, The Star Online lo describió como "un cabeza hueca y un luchador brillante". Rika Takahashi de EX escribió que los poderes de estiramiento de Luffy distinguen a One Piece de "los viejos mangas de aventuras estereotipados" y de muchos otros "mangas orientados al combate", haciendo de la serie "algo nuevo e interesante". El escritor de Anime News Network, Zac Bertschy, encontró que Luffy recordaba al personaje de Rurouni Kenshin Himura Kenshin, en personalidad y actitud, pero aun así pensó que era entretenido. Bryce Coulter de Mania Entertainment llamó a Luffy un "gran héroe shonen".

### Popularidad e influencia cultural
En 2014, los clientes de NTT eligieron a Luffy como su segundo personaje de anime masculino de cabello negro favorito. En un especial de televisión japonés de agosto de 2017, Luffy fue votado como el octavo "héroe más fuerte" de la Era Showa, así como el cuarto de la Era Heisei.
En la 1.ª encuesta mundial de popularidad de personajes de One Piece, realizada en 2021, en la que votaron más de 12 millones de personas de todo el mundo, Luffy encabezó la lista con un total de 1.637.921 votos.
Debido a la popularidad del personaje, se han hecho alusiones a Luffy en varios mangas y animes japoneses, así como también en cómics y series de televisión occidentales.
Luffy fue el primer personaje de manga que estuvo en la portada de la revista de moda "Men's Non-No" en sus 24 años de historia, y su ropa fue diseñada por Shinichi "Miter" Mita. También apareció en la portada de la revista de moda ELLE MEN junto con Roronoa Zoro después de la colaboración entre One Piece y Gucci. Una versión caracterizada de Luffy junto a Goku aparecieron en la 39.ª Gala de los Premios Emmy Internacional en Nueva York y subieron al escenario para la presentación del Premio Infantil y Juvenil. En el capítulo final de Naruto, Boruto Uzumaki hace un dibujo de Luffy como legado de él y de la serie.
Takashi Kawamura, alcalde de la ciudad de Nagoya en Japón, hizo cosplay de Luffy en la 10.ª World Cosplay Summit en la que compitieron 40 cosplayers de 20 países y regiones de todo el mundo. También, la actriz y modelo japonesa Kanna Hashimoto hizo cosplay de Luffy en la celebración del 18.º aniversario del manga One Piece, vistiéndose como el personaje (aunque en una reinterpretación femenina) para la edición combinada 37-38 de la Shūkan Shōnen Jump.
El 30 de noviembre de 2018, como agradecimiento al autor Eiichirō Oda que cooperó con el apoyo a la reconstrucción tras el Terremoto de Kumamoto de 2016, se inauguró en la ciudad de Kumamoto una estatua de bronce de tamaño natural de Luffy, instalada en la plaza frente a la oficina general de la prefectura de Kumamoto.
En 2019, la isla Sarushima fue nombrada como "Isla Monkey D. Luffy" (モンキー・D・ルフィ島 Monkī Dī Rufi-shima?) desde el 8 de julio hasta el 20 de octubre en honor al personaje por motivo del 20.º aniversario del anime One Piece.
Cuando Toei Animation (productora del anime One Piece) patrocinó al equipo de voleibol Pallavolo Modena de Italia en 2008, los uniformes negros de Pietro Rinaldi y Edoardo Ciabattini estaban decorados con una imagen de Luffy en el frente. El atleta griego Miltiadis Tentoglu posó con la postura de "Segunda Marcha" de Luffy durante su entrada antes de la final de salto de longitud en los Juegos Olímpicos de Tokio 2020. Otro medallista de oro olímpico, Massimo Stano, posó con la postura de "Tercera Marcha" de Luffy justo cuando cruzaba la línea de meta. También el jugador de la Major League Soccer, Nicolas Benezet, imitó la pose de "Segunda Marcha" de Luffy después de marcar un gol en su primer partido con el Seattle Sounders FC.
El actor chino Xiao Zhan declaró en una entrevista que quería ser como Luffy, diciendo que lo admiraba porque "había trabajado duro para hacer realidad sus ideales y, a pesar de enfrentarse siempre a dificultades, nunca se rindió". La "Quinta Marcha" de Luffy fue aclamada por Polygon como uno de los potenciadores más icónicos del anime debido al manejo de los movimientos de Luffy cuando comienza a actuar como las caricaturas de Looney Tunes y se vuelve único en la batalla.
En 2023, se utilizó un globo de Luffy durante el Desfile del Día de Acción de Gracias de Macy's; Sin embargo, un accidente creó un agujero en el globo, lo que provocó que se desinflara parcialmente en la parte del sombrero del personaje. El globo de Luffy fue utilizado de nuevo en el desfile de 2024.
A principios de 2025, durante una colaboración entre One Piece y Los Angeles Lakers, Luffy y los miembros de su tripulación aparecieron en promociones vistiendo los uniformes del equipo, creándose también una figura de Luffy con el uniforme durante la colaboración. En el mismo año, hubo una colaboración entre Toei Animation y Los Angeles Dodgers, creándose para el acontecimiento una carta exclusiva de Luffy para el juego de cartas One Piece Card Game, en la cual el personaje viste el uniforme del equipo.

### Galardones
En la edición de 2008 de los Society for the Promotion of Japanese Animation Awards, Monkey D. Luffy fue nominado en la categoría de Mejor Personaje Masculino. Sin embargo, perdió ante Alucard del manga Hellsing.
En la 8.ª edición de los Crunchyroll Anime Awards, Monkey D. Luffy ganó en la categoría de Mejor Personaje Principal.